# Rhagium bifasciatum
Rhagium bifasciatum је инсект из реда тврдокрилаца (Coleoptera) и фамилије стрижибуба (Cerambycidae). Припада потфамилији Lepturinae.

## Распрострањење и станиште
Настањује већи део Eвропе, изузев неких североисточних земаља и удаљених медитеранских острва. У Србији се углавном среће на југу, по планинама. Најчешће се налази на пањевима и обореним стаблима.

## Опис
Rhagium bifasciatum је дугaчак 12—22 mm. Глава и пронотум су црни, покрилца црна са три уздужна ребра и два пара попречних, ширих или ужих, жутих или наранџастих трака. Ноге, као и кратке антене, претежно су црвенкастобраон.

## Биологија
Као и друге стрижибубе, R. bifasciatum јаја полаже у мртва стабла, најчешће четинара, у којима ларве копају дубоке и широке тунеле док нису спремне за улуткавање, обично две године касније.